# Hrvatski rukometni kup za žene 2008./09.
Hrvatski rukometni kup za žene za sezonu 2008./09. je drugi put zaredom osvojila Podravka Vegeta iz Koprivnice.

## Rezultati

### Osmina završnice
| klub1                     | rez.  | klub2                      |
| ------------------------- | ----- | -------------------------- |
| Izgradnja Zaprešić        | 15:43 | Podravka Vegeta Koprivnica |
| Sesvete Agroproteinka     | 29:28 | Lokomotiva Zagreb          |
| Senia (Senj)              | 20:24 | Kutjevački Podrumi Požega  |
| Osijek Croatia osiguranje | 26:27 | Zamet Rijeka               |
| Arena Pula                | 26:27 | Trešnjevka Zagreb          |
| Koka Varaždin             | 26:34 | Trogir                     |
| Dalmatinka Ploče          | 32:27 | TVIN Trgocentar Virovitica |

### Četvrtzavršnica
| klub1                      | rez.  | klub2                 |
| -------------------------- | ----- | --------------------- |
| EMC Split                  | 24:25 | Zamet Rijeka          |
| Dalmatinka Ploče           | 23:29 | Trogir                |
| Kutjevački Podrumi Požega  | 23:30 | Trešnjevka Zagreb     |
| Podravka Vegeta Koprivnica | 39:20 | Sesvete Agroproteinka |

### Završni turnir
Igran u Ivanić-Gradu.
| klub1                      | rez.          | klub2                      |
| poluzavršnica              | poluzavršnica | poluzavršnica              |
| -------------------------- | ------------- | -------------------------- |
| Zamet Rijeka               | 25:44         | Podravka Vegeta Koprivnica |
| Trešnjevka Zagreb          | 30:31         | Trogir                     |
|                            |               |                            |
| za pobjednika              |               |                            |
| Podravka Vegeta Koprivnica | 32:27         | Trogir                     |

## Poveznice
- Dukat 1. HRL za žene 2008./09.
- 2. HRL za žene 2008./09.
- 3. HRL za žene 2008./09.